# David Fairlie
David B. Fairlie (South Queensferry, 1935) é um matemático e físico teórico britânico, professor emérito da Universidade de Durham.
Ele foi educado em física matemática na Universidade de Edimburgo (BSc 1957), e obteve um PhD na Universidade de Cambridge em 1960, sob a supervisão de John Polkinghorne . Após treinamento de pós-doutorado na Universidade de Princeton e Cambridge, foi professor em St. Andrews (1962–64) e na Universidade de Durham (1964), aposentando-se como professor (2000).
Ele fez inúmeras contribuições influentes em física de partículas e matemática, notavelmente na formulação inicial da teoria das cordas, bem como na determinação do ângulo de mistura fraco em dimensões extras, álgebras de Lie de dimensão infinita, soluções clássicas de teorias de calibre, teorias de calibre de dimensão superior, e quantização de deformação.
Ele é co-autor de vários volumes, notavelmente sobre mecânica quântica no espaço de fase.  